# Ярмарка (Ростов-на-Дону)
Ярмарка в Ростове-на-Дону — регулярно проводимое мероприятие торгового характера в городе в XIX веке, которое традиционно организовывалось в одном и том же месте и собиралось большое количество купцов и приезжих гостей. В то время горожане неправильно произносили слово «ярмарка», называя ее «ярмонкой». В городе проводилось до 3 крупных ярмарок в год.

## История

### 1850-е годы
В 1850-х годах в Ростове-на-Дону активно велась торговля крупным и мелким рогатым скотом, мануфактурными и бакалейными товарами, которые привозили из Москвы, Таганрога, Харькова, Одессы. Привозилась крымская соль, которая уже после Ростова поступала в другие города. Здесь покупали рыбу, и отвозили купленное в Москву, Харьков, Воронеж. Большой популярностью пользовалась мука, смола и разные металлы. Особый интерес жители Ростова-на-Дону питали к товарам, привозимым с Кавказа. Обычно они были представлены шерстью, салом, хлебом, льняными семенами. Во многом расширению торговли в Ростове-на-Дону способствовали ярмарки, которые проводились здесь в 1840-х-1850-х годах. Они возникли одновременно с появлением первых поселений у реки Темерник. В осенний период здесь устраивался торговый съезд, который привлекал внимание местных купцов и гостей из Турции и Греции, жителей задонских и прикубанских степей. Популярность ярмарок объяснялась просто: селения в России находились на больших расстояниях друг от друга, поэтому приезжать на ярмарки и закупать товары было выгодно.

### 1860-е годы
В 1860-х годах ярмарки проводились в Ростове-на-Дону дважды в год. Вознесенская ярмарка считалась ярмаркой местного значения, потому что на ней торговали сельскохозяйственными товарами, скотом и лошадьми. Она длилась 3 дня. На Рождественско-Богородичную ярмарку съезжались со всей России, торговали шерстяными и шелковыми тканями, изделиями из металлов и кожи, фаянсом и фарфором. Велась торговля заграничными товарами.В некоторых источниках эту ярмарку называют Успенско-Богородичной. По статистическим сведениям, в 1866 году на Вознесенскую ярмарку было привезено товаров на сумму 95,800 рублей, а продано на 42,000 рублей. На Рождественско-Богородичную ярмарку в том году привезли товаров, стоимостью 3 289 000 рублей, а продано было на 2 005 000 рублей. В начале XX века ростовские ярмарки все еще проводились, но уже не были такими масштабными. Купцы стали закупать товары на протяжении года, не было необходимость делать большие запасы.
На ярмарках были товары русских, азиатских и европейских рынков. Продавали вино, табак, чай. Здесь закупали лошадей кавалерийские полки. Известно, что в середине XIX века ярмарки проводились там же, где и в начале XX века. Под их проведение выделялась большая площадь, на которой предусматривались места для розничной и оптовой торговли, для изделий, изготавливаемых в Москве и в других городах. Организовывались гостиницы для приезжих купцов.
В 1862 году городским головой Ростова-на-Дону был избран Андрей Матвеевич Байков, который за время своего пребывания на этом посту намного улучшил благоустройство города и сделал существенный вклад в развитие ярмарочной торговли. 18 марта 1863 года он подал ходатайство про установление в городе специальных торговых лавок. Их должны были установить взамен несуразных палаток, чтобы городское пространство было более приятным и не таким загроможденным. Такое решение нашло поддержку у горожан, и было встречено очень хорошо, потому что предыдущим вариантом горожане не были довольны. Для того, чтобы облегчить доступ к ярмарке, был построен мост, который вел через Генеральную балку. Он был открыт 30 августа 1864 года и впоследствии получил название Байковского моста в честь городского головы.
В ноябре городской голова Байков начинает ходатайствовать о переносе Трех-Святительской ярмарки, проводимой традиционно в конце января и начале февраля на другую дату — на 25 декабря. Свои письма он адресует Екатеринославской губернской земской управе, прося проводить ярмарку вплоть до 10 января и называть ее Рождественской. Он утверждает, что ростовские купцы будут рады нововведениям, ведь январь и февраль самые подходящие месяцы для проведения торговых операций. Прибыль от ярмарок может увеличиться, ведь ее смогут посещать те, кто живет там, где ярмарки не проводятся. Среди веских причин также был назван ассортимент товара: в Ростове-на-Дону было много традиционных «зимних» товаров, таких как шерсть, рыба или хлеб, которые было лучше продавать зимой.
Трех-Святительская ярмарка была переименована на Рождественскую, она должна была начинаться ежегодно 25 декабря и заканчиваться 10 января. Управляющий министерства финансов и министр внутренних дел приняли решение про упразднение Трех-Святительской ярмарки, учитывая потерю ее актуальности. Но она еще некоторое время проводилась в конце января- начале февраля. Трех-Святительская ярмарка стала третьей и одной из главных ярмарок, из проводимых в Ростове-на-Дону в середине XIX века. Самой большой и масштабной считалась Рождественско-Богородичная Ярмарка. Она проводилась в начале сентября, с 21 августа и по 15 сентября. В июне на праздник Вознесения организовывалась Вознесенская ярмарка, но ей были свойственны меньшие торговые обороты, чем Рождественско-Богородичной. И третьей была Рождественская ярмарка, проводимая зимой и отличающаяся большими торговыми оборотами. На ней купцы торговали на протяжении нескольких недель. Традиционно ярмарки носили не только торговый, но и развлекательный характер. На них устраивались балаганные представления, гастролировали театральные труппы, работали карусели. Бублики и рыба были одним из постоянных и популярных ярмарочных товаров.

## Упадок ярмарочной торговли
Постепенно ярмарки стали терять свою важность для города, становились менее интересными и востребованными. Меньшая значимость придавалась организации торговых съездов, у купцов уменьшались торговые обороты. Одной из возможных причин этого мог стать недостаток рекламы, неправильное хранение продукции.Также среди главных факторов значится развитие железнодорожного и пароходного сообщения, распространение более доступных средств связи.